# Estació de Monistrol de Montserrat
Monistrol de Montserrat (abans Monistrol Central) és una estació de les línies R5 i R50 de la Línia Llobregat-Anoia de FGC i del Cremallera de Montserrat que puja fins a Montserrat, situada a l'est del nucli urbà de Monistrol de Montserrat a la comarca del Bages.
Aquesta estació es va inaugurar el 29 d'octubre de 1922 amb l'obertura de la línia de via estreta entre el baixador de la Puda i l'estació de Montserrat-Monistrol (o Monistrol-Enllaç), situada 1,6 km cap a Manresa de Monistrol i on s'enllaçava amb el cremallera. El 22 d'agost de 1924 es va completar la línia fins Manresa, unint tota la xarxa dels Ferrocarrils Catalans de Barcelona a Guardiola de Berguedà. Entre l'estació de Monistrol de Montserrat i la de Monistrol-Enllaç hi havia un traçat de doble via, reconvertit a via única el 1957, quan va tancar l'antic cremallera.
L'11 de juny de 2003 es va inaugurar el nou cremallera de Montserrat que iniciaria el seu recorregut en aquesta estació. Durant l'any anterior es va haver de modificar la platja de vies per encabir una via del nou cremallera, la via 4, i que provocaria el desplaçament de l'aturada dels trens cap al costat Martorell.

## Serveis ferroviaris
| Procedència/Destinació          | <                   | Línia | >                         | Procedència/Destinació |
| ------------------------------- | ------------------- | ----- | ------------------------- | ---------------------- |
| Línia Llobregat-Anoia de FGC    |                     |       |                           |                        |
| Barcelona - Pl. Espanya         | Aeri de Montserrat  |       | Castellbell i el Vilar    | Manresa-Baixador       |
| Barcelona - Pl. Espanya         | Olesa de Montserrat |       | Sant Vicenç - Castellgalí | Manresa-Baixador       |
| Cremallera de Montserrat de FGC |                     |       |                           |                        |
| terminal                        | terminal            |       | Monistrol Vila            | Montserrat-Monestir    |

## Edifici
L'edifici, de planta rectangular, de planta i pis, amb teulada de teula a quatre aigües i façanes arrebossades i pintades de color blanc, amb una sanefa amb motius ornamentals ceràmics, és una obra protegida com a bé cultural d'interès local des de l'any 2001.

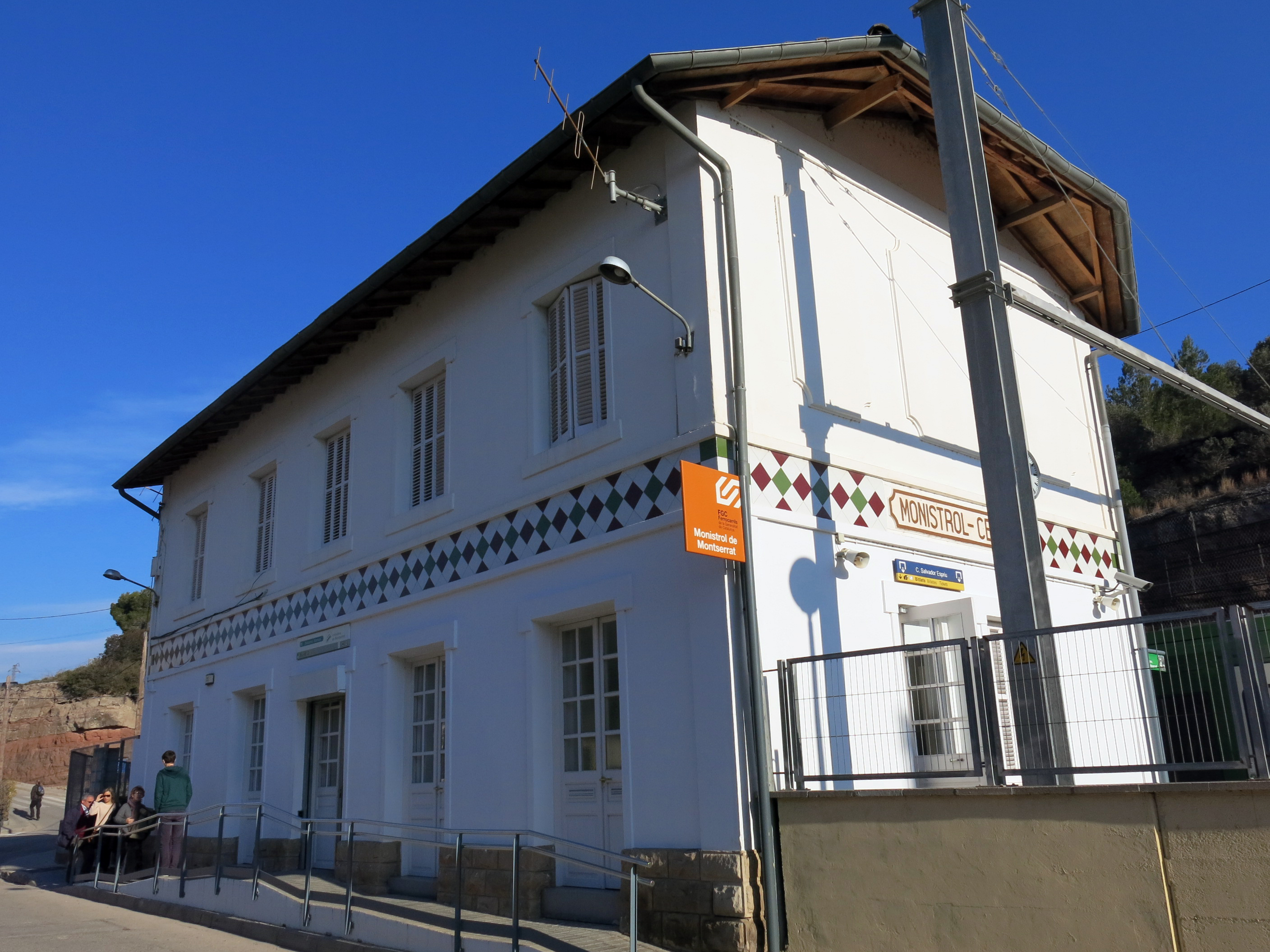
L'edifici de l'estació
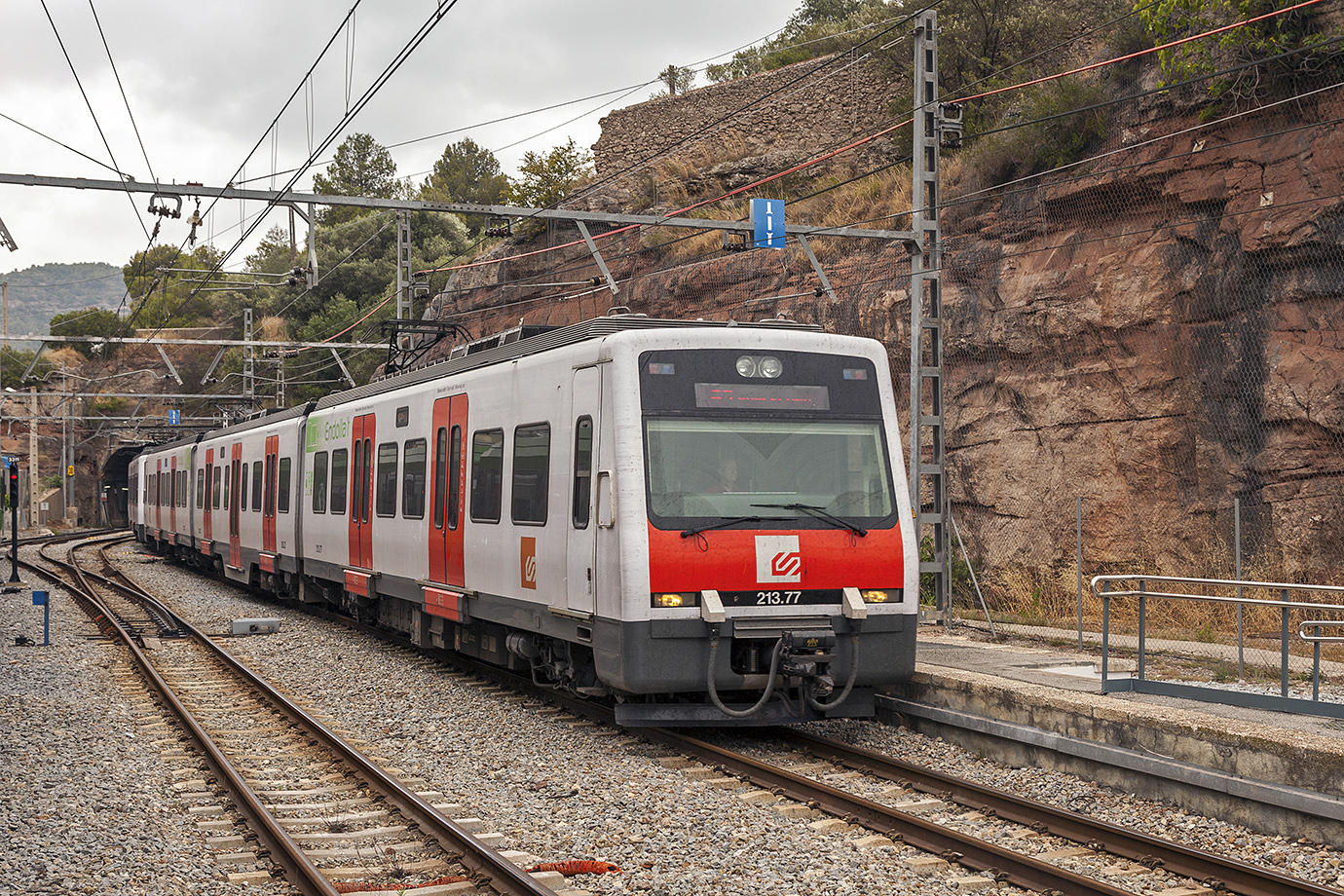
R5 destinació Barcelona Plaça Espanya
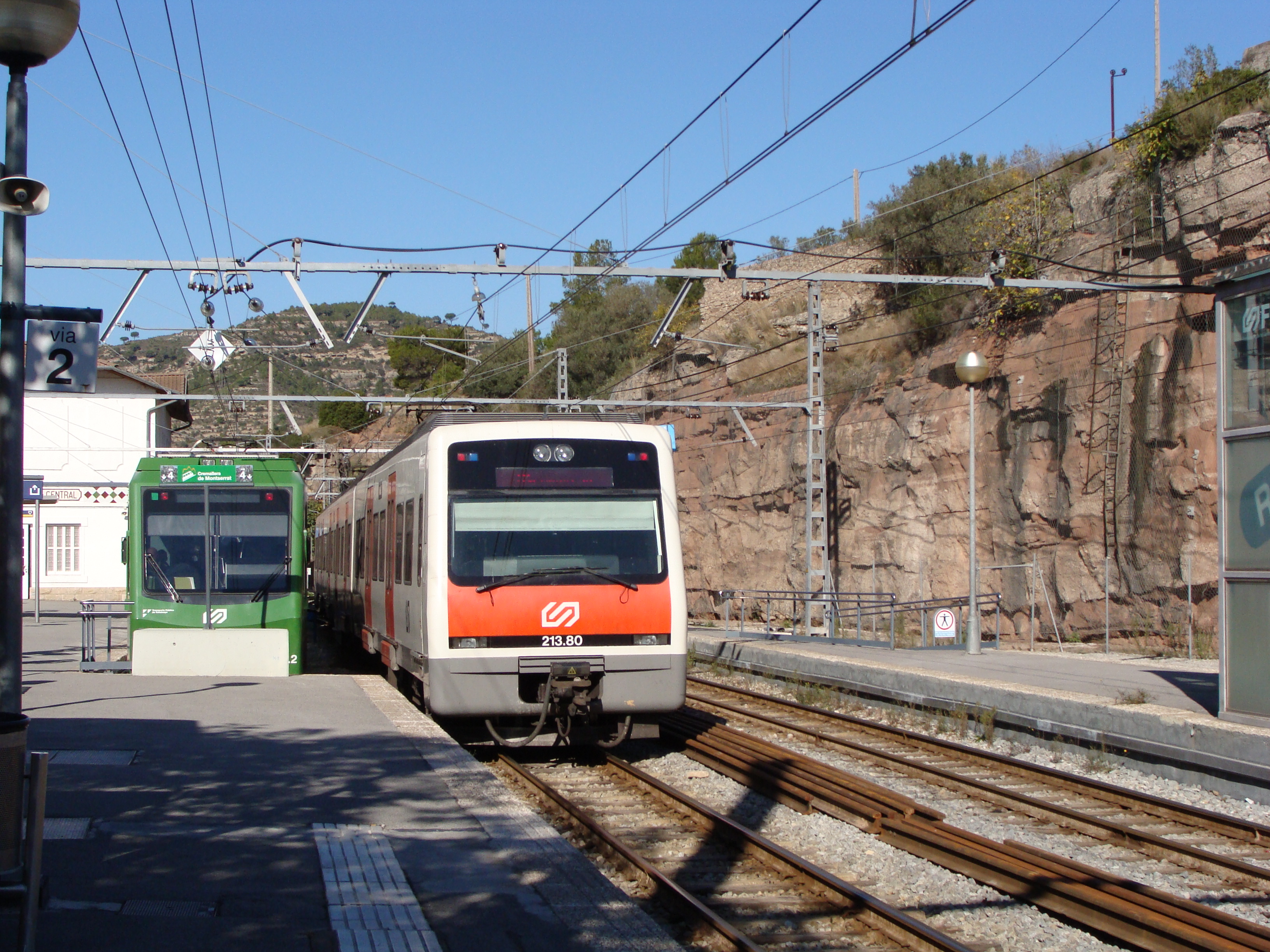
R5 destinació Manresa i tren cremallera destinació Montserrat-Monestir